# Jeanne Valérie
Jeanne Valérie (París, 19 d'agost de 1941) és una actriu de cinema francesa. A Espanya va ser coneguda pel seu paper a la pel·lícula Verd madur.

## Filmografia
- 1959: Les relacions perilloses (Les Liaisons dangereuses), de Roger Vadim
- 1959: À double tour de Claude Chabrol
- 1960: Labbra Rosse de Giuseppe Bennati
- 1960: Salammbô de Sergio Grieco
- 1960: La giornata balorda, de Mauro Bolognini
- 1961: Verd madur, de Rafael Gil
- 1962: Adorable Julia d'Alfred Weidenmann
- 1962: Mandrin, bandit gentilhomme de Jean-Paul Le Chanois
- 1963: La porteuse de pain de Maurice Cloche
- 1963: Cadavres en vacances de Jacqueline Audry
- 1965: Nick Carter et le trèfle rouge de Jean-Paul Savignac
- 1966: Joë Caligula de José Bénazéraf amb Gérard Blain, Junie Astor, Maria Vincent
- 1967: Attentato ai tre grandi, d'Umberto Lenzi
- 1981: La pell de Liliana Cavani
- 1991: La vil·la dels divendres de Mauro Bolognini